# Antonio Jara
Antonio Jara Andréu, né le 12 avril 1946 à Alquerías, est un universitaire, entrepreneur et homme politique espagnol membre du Parti socialiste ouvrier espagnol (PSOE).
Après des études de droit à l'université de Grenade, il adhère au PSOE et se fait élire en avril 1979 conseiller municipal de la ville de Grenade. Il en devient le maire sept mois plus tard.
En 1982, il est élu député au Parlement d'Andalousie, puis il conquiert la majorité absolue du conseil municipal en 1983. Il ne se représente pas aux élections autonomiques de 1986 et doit se contenter d'une majorité relative l'année suivante. Il entre au Congrès des députés en 1989.
Ayant renoncé à un quatrième mandat aux élections municipales de 1991, il démissionne du Congrès en 1992 et retrouve son poste de professeur universitaire. En 2010, il est désigné président de CajaGranada, une caisse d'épargne locale qui se transforme en fondation à but non lucratif en 2014.

## Jeunesse et formation
Né dans la province de Murcie, Antonio Jara accomplit ses études secondaires dans un séminaire franciscain de Cehegín. Il déménage par la suite en Andalousie et s'inscrit en droit à l'université de Grenade (UGR). Il y passe avec succès une licence puis un doctorat, puis devient en 1976 professeur adjoint.

## Maire de Grenade
Antonio Jara adhère en 1978 au Parti socialiste ouvrier espagnol (PSOE). Il est élu l'année d'après au conseil municipal de la ville de Grenade. Après que le maire Antonio Camacho a annoncé sa démission pour raisons de santé le 22 octobre suivant, il est présenté comme un sérieux candidat à sa succession. Il est formellement investi par le comité provincial du PSOE le 6 novembre, bénéficiant également de l'appui du Parti communiste d'Espagne (PCE), tandis que le Parti socialiste d'Andalousie (PSA) confirme sa volonté de voter en faveur de son chef de file municipal Arturo González Arcas, une position qualifiée par le PSOE et le PCE de « rupture de la coalition de gauche ».
Il est formellement élu maire de Grenade le 15 novembre 1979 par 15 voix favorables, contre 11 suffrages à Fernando Sivit de l'UCD. Ayant finalement reçu les votes des andaloucistes en sus des communistes, son élection a lieu au second tour après que Juan Tapia, qui le précédait dans l'ordre des conseillers socialistes, a été élu maire et a aussitôt renoncé à sa charge.
Dans la perspective des élections autonomiques du 23 mai 1982, il est investi tête de liste du PSOE dans la circonscription de Grenade par la commission exécutive provinciale le 8 mars. Élu député au Parlement d'Andalousie, il intègre la commission de l'Intérieur et de la Justice.
Candidat à sa succession lors des élections municipales du 8 mai 1983, il remporte une large victoire avec plus de 69 000 voix en faveur de la liste socialiste, soit 60,4 % des suffrages exprimés, ce qui lui accorde 17 sièges sur 27 au conseil municipal. Il devient en novembre suivant président de la commission des Finances et des Budgets du Parlement d'Andalousie.
Il renonce à exercer un second mandat parlementaire autonomique en 1986, puis il perd sa majorité absolue au cours des élections municipales du 10 juin 1987, totalisant 47 000 voix, soit 40,1 % des suffrages exprimés et 12 conseillers municipaux. Il est tout de même investi maire le 30 juin suivant, les 11 élus de l'AP et les deux du CDS ayant voté pour leur tête de liste respective, alors que les deux conseillers de IU avaient choisi l'abstention.

### Député au Congrès
Après que le président du gouvernement, Felipe González, a annoncé des élections générales anticipées le 29 octobre 1989, plusieurs soutiens de Jara tentent de le faire désigner tête de liste dans la circonscription de Grenade en lieu et place du secrétaire général provincial du PSOE, Ángel Díaz Sol, arguant du poids politique et de la popularité du maire de la capitale de la province. Le 16 septembre, Antonio Jara est pourtant investi en deuxième position, derrière Díaz Sol, au cours d'une réunion extraordinaire du comité provincial, au cours de laquelle sa candidature est remise en cause notamment par le maire de Loja qui l'accuse de « systématiquement critiquer » la Junte d'Andalousie. Élu au Congrès des députés, il devient membre de la commission du Régime des administrations publiques.

## Après la politique
Antonio Jara annonce le 7 septembre 1990, dans un message transmis au parti et à son équipe municipale, qu'il renonce à concourir pour un quatrième mandat lors des élections prévues en mai 1991. Il justifie sa décision par le fait que « un cycle historique se ferme à Grenade et une étape importante de son aménagement ». Il ajoute que « pour le nouveau cycle qui s'ouvre, il serait bon que la ville ait un nouveau maire ». Remplacé le 15 juin 1991 par le socialiste Jesús Quero, il indique le 7 janvier 1992 qu'il a l'intention de démissionner du Congrès à la fin du mois en cours, expliquant avoir accepté d'être député « pour défendre Grenade à Madrid » et qu'il ne se voyait pas siéger au Congrès sans être maire.
Il retourne travailler à l'université de Grenade comme professeur de philosophie du droit. Nommé au conseil consultatif d'Andalousie en 2002, il y siège sept ans. En septembre 2009, le PSOE et le Parti populaire annoncent s'être accordés pour qu'il prenne la présidence de la caisse d'épargne provinciale CajaGranada à la fin du mandat d'Antonio Claret García. Il est élu à l'unanimité du conseil d'administration le 18 février 2010. Il est désigné le 27 septembre suivant président de la Banque européenne des finances (BEF), par un vote unanime du conseil d'administration, puis devient le 1er mars 2011 seconde vice-président de Banco Mare Nostrum (BMN). Il quitte ses fonctions à la BEF en mars 2012. En juin 2014, il préside à la transformation de CajaGranada en fondation, en application de la loi bancaire qui impose ce changement de statut aux caisses d'épargne n'ayant plus d'activité financière. Il annonce sa démission de la présidence de la fondation lors d'une réunion du conseil d'administration le 18 décembre 2017.